# Elva (automobile)
Cet article concerne le constructeur automobile britannique fondé en 1955. Pour le constructeur automobile français fondé en 1907, voir Voiturettes Elva.
Elva est un constructeur automobile anglais fondé en 1955 par Frank G. Nichols et disparu en 1969. Son nom vient des mots français Elle va. Son siège était basé à Bexhill-on-Sea dans le Sussex de l'Est.
Après des difficultés financières les droits du modèle Courier ont été achetés par le groupe Trojan en 1961 mais ce dernier arrêtera la production à la fin des années 1960.

## Histoire

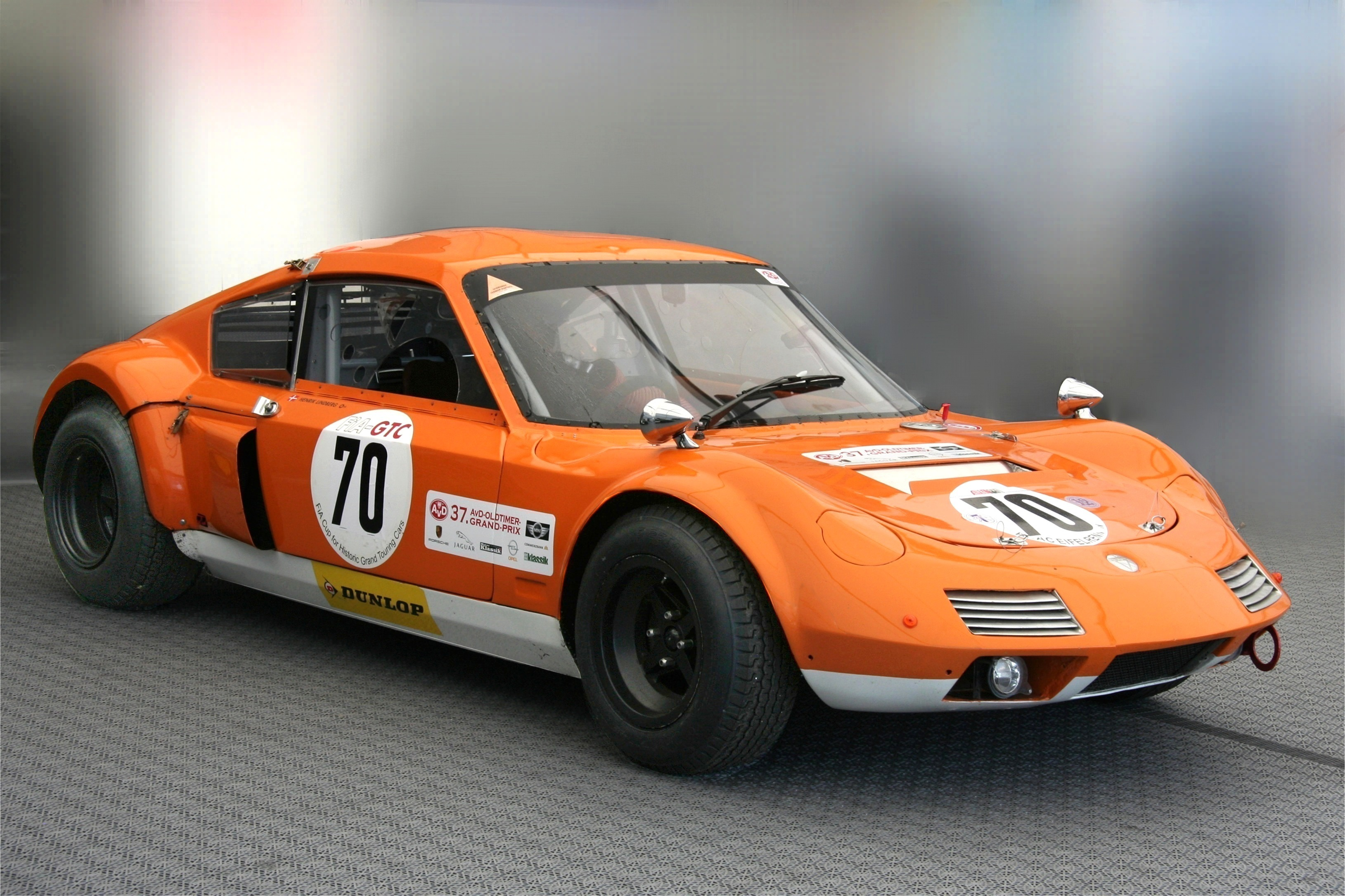
Elva 160

Après avoir quitté l'armée en 1947, Frank G. Nichols achète un garage à Westham dans le Sussex de l'Est. Face à son succès, il déménage à Bexhill-on-Sea, ville connue pour avoir organisé la première course automobile sur le sol britannique. Les premiers modèles conçus sont dérivés de la CSM de Mike Chapman, il s'agit de l'Elva MkI.
Après avoir produit des Formule Junior et des voitures de courses, la Courier est lancée en 1958 et une nouvelle usine est construite à Hastings. Cette voiture est principalement exportée aux États-Unis et participe à diverses courses automobiles. Les premières victoires sont obtenues par Mark Donohue qui remporte le championnat national SCCA en 1960 et 1961.
Les problèmes de l'entreprise arrivent quand les paiements du distributeur américain ne sont plus honorés. Elva fait alors faillite et les droits de la Courier sont repris par le groupe Trojan. En même temps, Carl Haas permet à Frank Nichols de continuer à fabriquer des Formule Junior et mettre au point des voitures de courses dans une usine de Rye.
La dernière voiture présentée par Elva est le coupé GT160 à moteur BMW en 1964, fabriqué à seulement trois exemplaires, Trojan ayant besoin de se concentrer sur le lancement de son programme de Formule 1.

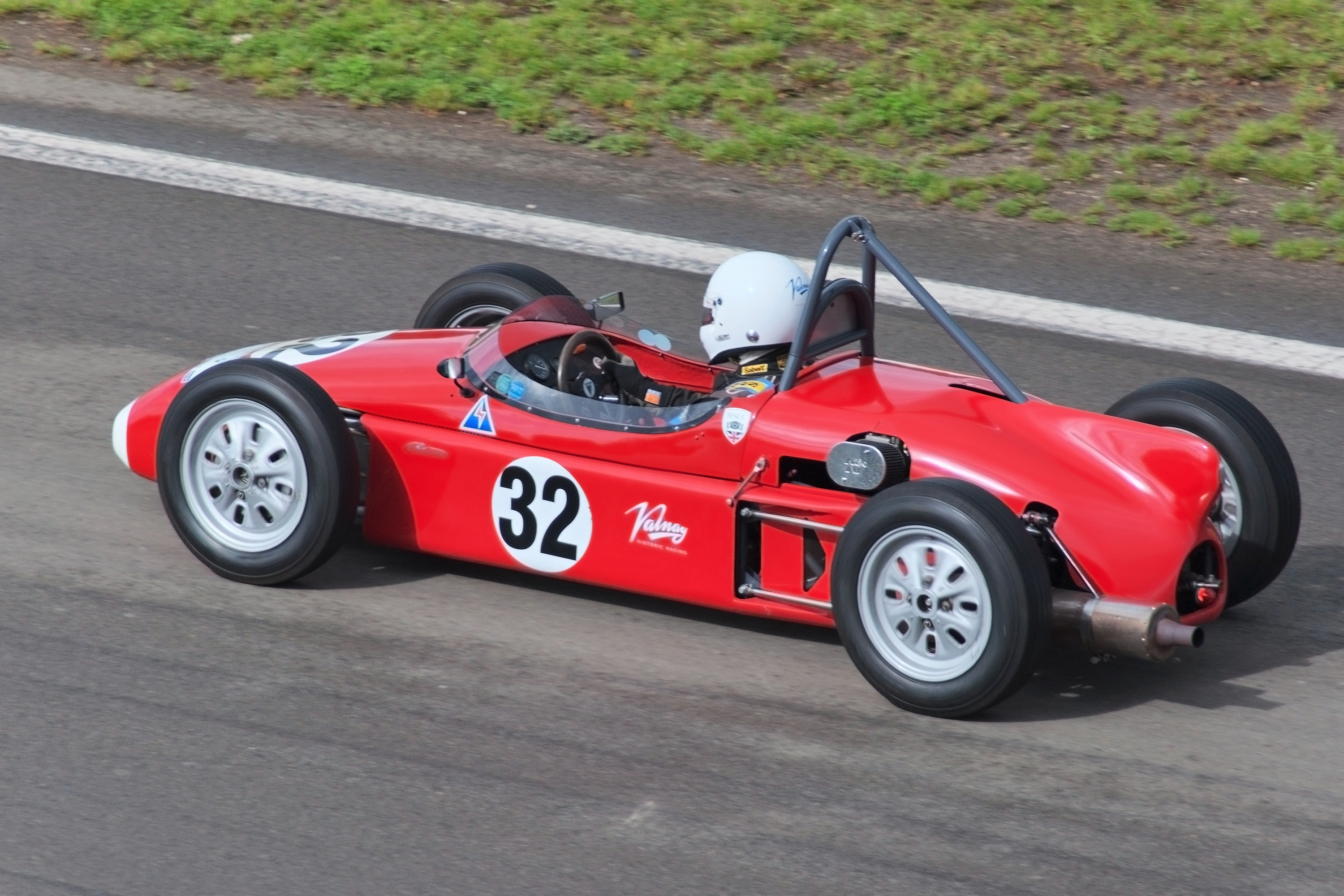
Elva FJ 200